# Solana de Rioalmar
Solana de Rioalmar es un municipio de España perteneciente a la provincia de Ávila, en la comunidad autónoma de Castilla y León. Cuenta con una población de 138 habitantes (INE 2024).

## Símbolos
El escudo heráldico y la bandera que representan al municipio fueron aprobados oficialmente el 21 de febrero de 2005. El escudo se blasona de la siguiente manera:

Escudo de forma española. De oro, ondado de azur y plata puesto en faja; bordura de gules cargada de ocho torres de oro. Al timbre, Corona Real de España.
Boletín Oficial de Castilla y León nº 91 de 13 de mayo de 2005

La descripción textual de la bandera es la siguiente:

Bandera de proporciones 2:3, mastillada en tercia. Al batiente, sobre el paño amarillo (u oro), una franja horizontal de azul (o azur); tercia al asta, de rojo (o gules), tres torres de amarillo (u oro) puesta en palo.
Boletín Oficial de Castilla y León nº 81 de 13 de mayo de 2005

## Geografía
La localidad está situada a una altitud de 1120 m sobre el nivel del mar.
| Noroeste: San García de Ingelmos | Norte: Herreros de Suso | Noreste: El Parral          |
| Oeste: Mirueña de los Infanzones |                         | Este: Grandes y San Martín  |
| Suroeste: Muñico                 | Sur: Muñico             | Sureste: Cillán y Chamartín |

## Historia
A mediados del siglo XIX, el lugar contaba con una población censada de 203 habitantes. La localidad aparece descrita en el decimocuarto volumen del Diccionario geográfico-estadístico-histórico de España y sus posesiones de Ultramar de Pascual Madoz de la siguiente manera:

SOLANA DE RIO OLMAR, VULGO ALMAR: l. con ayunt. de la prov. y dióc. de Avila (5 leg.), part. jud. de Piedrahita (6), aud. terr. de Madrid (21), c. g. de Castilla la Vieja (Valladolid 20). sit. en la falda de un elevado cerro; le combaten con mas frecuencia los vientos NE.: el clima es frio y sus enfermedades mas comunes, reumas, pulmonías y algunas fiebres estacionarias. Tiene 80 casas, la de ayunt., que a la par sirve de cárcel, escuela de primeras letras comun á ambos sexos dotada con 1,100 rs. y la retribucion de sus alumnos; una fuente con 2 caños de buenas aguas de las cuales se utilizan los vec. para sus usos, y una igl. parr. (la Sta. Cruz) curato de segundo ascenso y provision ordinaria: tiene un anejo en Rinconada; el cementerio está en parage que no ofende la salud pública, y junto á la casa de Oriquelos sit. al SE. del pueblo se encuentra una arboleda bastante regular. Confina el térm. N. Parral; E. Grandes y San Martin; S. Cillan y Muñico. y O. Mirueña y Rinconada: se estiende una leg. de N. á S. é igual dist. de E. á O., y comprende 2 cas. titulados Montaraces y Garci-Pedro; un desp. llamado Montejo, del cual aun existen los paredones; monte de encina y diferentes especies de tomillo; varias canteras de pizarra; 2 deh., la una de 1/2 leg. en cuadro de estension y la otra de 3/4 de long. y 1/2 de lat. y algunos prados con medianos pastos; le atraviesan un pequeño r. llamado Olmar y un arroyo con el nombre de Arevalillo; las aguas de ambos se utilizan para el riego de varias legumbres, y dan impulso á las ruedas de diferentes molinos harineros: el terreno es de mediana calidad. caminos: los que dirigen á los pueblos limítrofes, en regular estado: el correo se recibe en Peñaranda de Bracamonte por los que van al mercado. prod.: trigo, cebada, centeno, algarrobas, algunos garbanzos, muy pocas muelas, guisantes y patatas; mantiene ganado lanar, vacuno, cabrio, caballar y de cerda; cria caza de liebres, conejos y perdices, y alguna pesca menor. ind.: la agrícola, varios molinos harineros y arrieria. pobl.: 62 vec., 203 alm. cap. prod.: 758,250 rs. imp.: 30,330. ind.: 3,100. contr.: 6,384 8.
(Madoz, 1849, p. 425)

## Demografía
Solana de Ríoalmar cuenta con una población de 138 habitantes (INE 2024).
| Gráfica de evolución demográfica de Solana de Ríoalmar entre 1842 y 2021                                                                                                   |
| |
| Población de derecho según los censos de población del INE. Población de hecho según los censos de población del INE.En este censo se denominaba Solana de Rivalmar: 1842. |

## Monumentos y lugares de interés

### El cogote

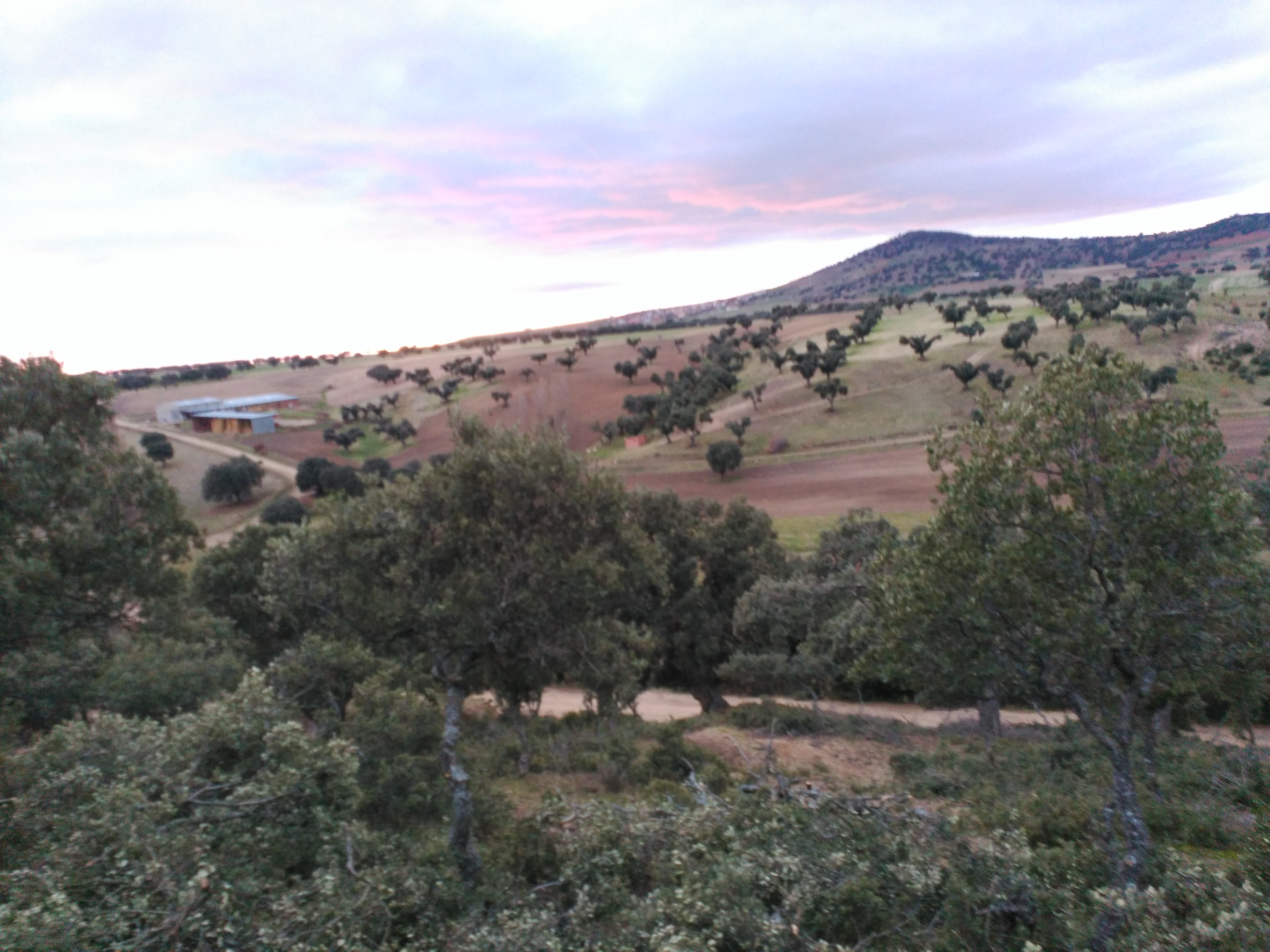
Vista desde los alrededores

El Cogote es el monte que está al lado del pueblo y el que le da nombre porque está en la falda de la montaña. Está situado a unos 1300 m sobre el nivel del mar. Una parte de la montaña es usada para el cultivo de cereales, la parte con más altitud se usa para el senderismo. En lo alto del monte, debajo de una piedra hay un cuaderno diario en el que la gente que sube puede firmar y comentar sobre la subida y las maravillosas vistas.

### Iglesia de la Cruz
Es la iglesia del pueblo situada a escasos 50 metros del ayuntamiento. Hace unos años fue restaurada ya que data del siglo XVI.